# Брисбенский трамвай

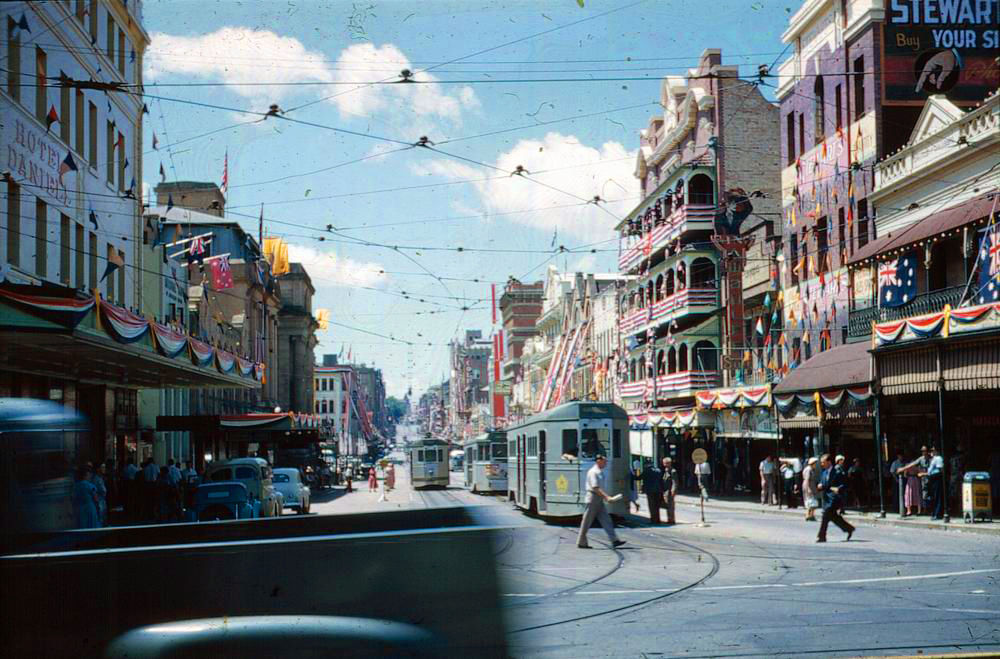
1954 год. Трамваи на Эделейд-стрит в Брисбене. Трамваи и здания украшены к визиту Елизаветы II.

Брисбенский трамвай — трамвайная сеть, существовавшая в городе Брисбен с 1885 по 1969 год.
Так как во всех больших городах Австралии трамвайные системы были закрыты в период между 1950 и 1970 годами (трамвай оставался только в Мельбурне), Брисбен был последним городом Австралии, в котором была закрыта трамвайная система. Несмотря на решение о закрытии трамвайной системы, местные жители держали подвижной состав у себя.

## Краткое описание
Трамваи Брисбена использовали стандартную европейскую колею. Первоначально напряжение питания составляло 500 вольт, но потом было повышено до 600 вольт.
Большинство трамвайных вагонов обслуживалось двумя служащими — водителем и кондуктором, который ходил по вагону и обслуживал пассажиров. Это правило не соблюдалось на линии, проходящей по Лоуэр-Эдвард стрит, средняя продолжительность поездки по которой не позволяла использовать кондуктора, в результате чего пассажиры должным были просто бросать плату в коробку для денег при входе; в начале 1930 годов также существовали вагоны, обслуживавшиеся одним человеком.
В период максимального развития сети (1952 год) протяжённость пути составляла 109 км. Развёрнутая длина путей составляла 199 километров. Это было обусловлено тем, что многие двухпутные линии на концах переходили в однопутные. На однопутных участках стояла защитная сигнализация, предотвращающая столкновение, которая при срабатывании обесточивала контактный провод. К 1959 году более 140 километров путей было уложено на бетонном основании.
Последнее расширение сети было сделано в мае 1961 года. Тогда была открыта линия по улице О’Киф Стрит Вулунгэббе. Однако эта линия не использовалась регулярно для перевозки пассажиров, а в основном во избежание порожних поездок от Логэн-Роуд в депо Ипсвич-Роуд.
С 1944 по 1945 год было перевезено максимальное количество пассажиров. Оно составило почти 160 миллионов чел.